# کائوری تاکاهاشی (ورزشکار)
کائوری تاکاهاشی (انگلیسی: Kaori Takahashi؛ زادهٔ ۳۰ مارس ۱۹۷۴) شناگر موزون اهل ژاپن است.